# Ailuropoda fovealis
Ailuropoda fovealis (лат.) — вид вымерших млекопитающих рода большие панды семейства медвежьих. Типовой образец AMNH 18385 представляет собой нижнюю челюсть (правая нижняя половина с зубами от четвертого премоляра до третьего моляра и левая половина с третьим моляром). Существовал в плейстоцене (2,588—0,126 млн лет лет назад). Известны из Китая (провинция Сычуань, местонахождение Yen-ching-kao).